# ロバート・ディグビー (1726年没)
ロバート・ディグビー閣下（英語: Hon. Robert Digby、1692年? – 1726年4月19日）は、グレートブリテン王国の政治家。1722年から1726年まで庶民院議員を務めた。

## 生涯

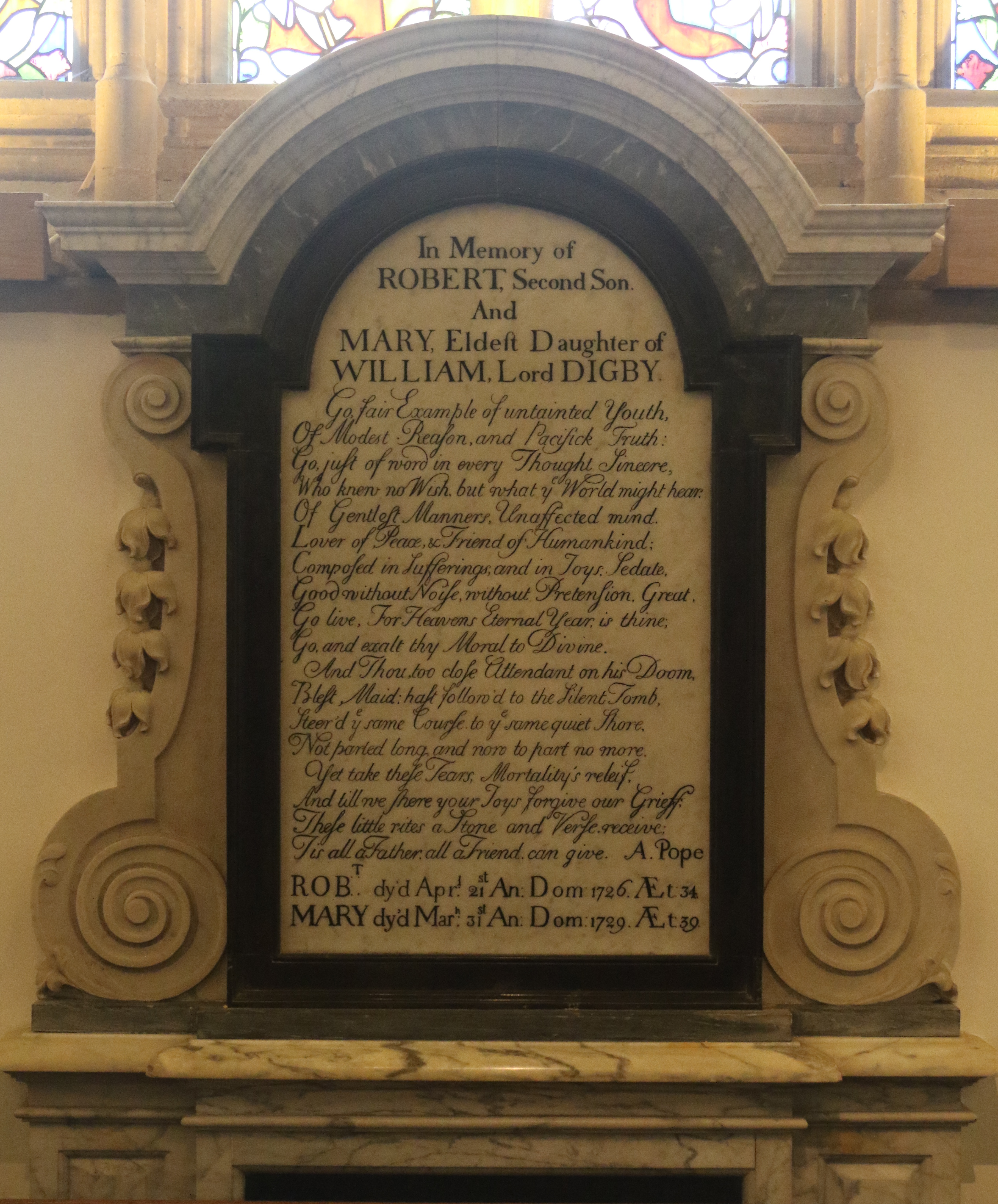
シェアボーン・アビーでの記念碑、2015年撮影。

第5代ディグビー男爵ウィリアム・ディグビー（1662年 – 1752年）と妻ジェーン（Jane、旧姓ノエル（Noel）、1667年ごろ – 1733年9月10日、初代ゲインズバラ伯爵エドワード・ノエルの娘）の次男として、1692年ごろにウォリックシャーのコーゾルで生まれた。1708年7月12日にオックスフォード大学モードリン・カレッジに入学、1711年10月17日にM.A.の学位を修得した。
1722年イギリス総選挙でトーリー党候補としてウォリックシャー選挙区から出馬した。この時代のウォリックシャーは「ホイッグ党員がほとんどいない州」と言われており、ディグビーも例に漏れず無投票で当選した。議会で演説した記録はなかったが、弁論の記録を頻繁に父に送った。
長らく健康が悪い状況が続いた後、1726年4月19日に生涯未婚のまま死去した。死後、シェアボーン・アビーに埋葬され、友人のアレキサンダー・ポープがディグビーを偲んで碑文体の詩を書いた。ウォリックシャー選挙区の議席は補欠選挙を経て弟エドワードが引き継いだ。